# Edmund Conen
Edmund Conen, född 10 november 1914, död 5 mars 1990, var en tysk fotbollsspelare. Han var en av Tysklands bästa anfallare under mellankrigstiden.
Conen gjorde 27 landslagsmål på 28 matcher och delade i VM i fotboll 1934 skyttekungstiteln med Angelo Schiavio.

## Meriter
- VM i fotboll: 1934
  - VM-brons 1934

## Klubbar
- Stuttgarter Kickers
- FV Saarbrücken